# أماليا من زولمس-براونفلز
أماليا من زولمس-براونفلز (بالألمانية: Amalie zu Solms-Braunfels) (ولدت 31 أغسطس 1602 في براونفلز – وتوفيت 8 سبتمبر 1675 في لاهاي)، هي وصية عرش لعائلة أوراني-ناساو. وكانت زوجة فريدريك هندريك أمير أورانيا وابنة الكونت جون ألبرت الأول من مقاطعة زولمس-براونفلز وزوجة الكونت أغنيس من مقاطعة ساين-فيتفنشتاين.

## لمحة عامة
ولدت أماليا من زولمس-براونفلز من عائلة بيت زولمس وهي عائلة حاكمة، أمضت طفولتها في قلعة والدها ببراونفلز. أصبحت جزءاً من بطانة إليزابيث زوجة فريدريك الخامس «ملك الشتاء» من بوهيميا. فرّت من براغ مع الملكة الوثنية باتجاه الغرب بعد هزيمة القوات الإمبراطورية لفريدريك الخامس. ورُفِض الملجأ لهما على طول الطريق بسبب حظر الإمبراطور لذلك بعدما وُضِع فريدريك تحت حظر إمبراطوري. دخلت إليزابيث المخاض خلال فرارهما وساعدتها أماليا على إنجاب ابنها الأمير موريس في قلعة كوسترين.
انتهت رحلتهما في لاهاي بعدما قام الستاتهاودر موريس فان ناساو عم الناخب بمنحهما اللجوء عام 1621. وغالباً ما ظهرتا في بلاطه حيث أصبح الأخ الغير شقيق الأصغر لموريس فريدريك هندريك متيماً بأماليا عام 1622، ولكنها رفضت أن تصبح عشيقته وفضلت الزواج.

## الزواج والأطفال
أخذ موريس من أخاه غير الشقيق فريدريك هندريك وعدا بالزواج عند موته. تزوج فريدريك من أماليا يوم 4 أبريل عام 1625.
انجبا خمسة أطفال عاشوا لسن الرشد وأربعة ماتوا صغاراً:

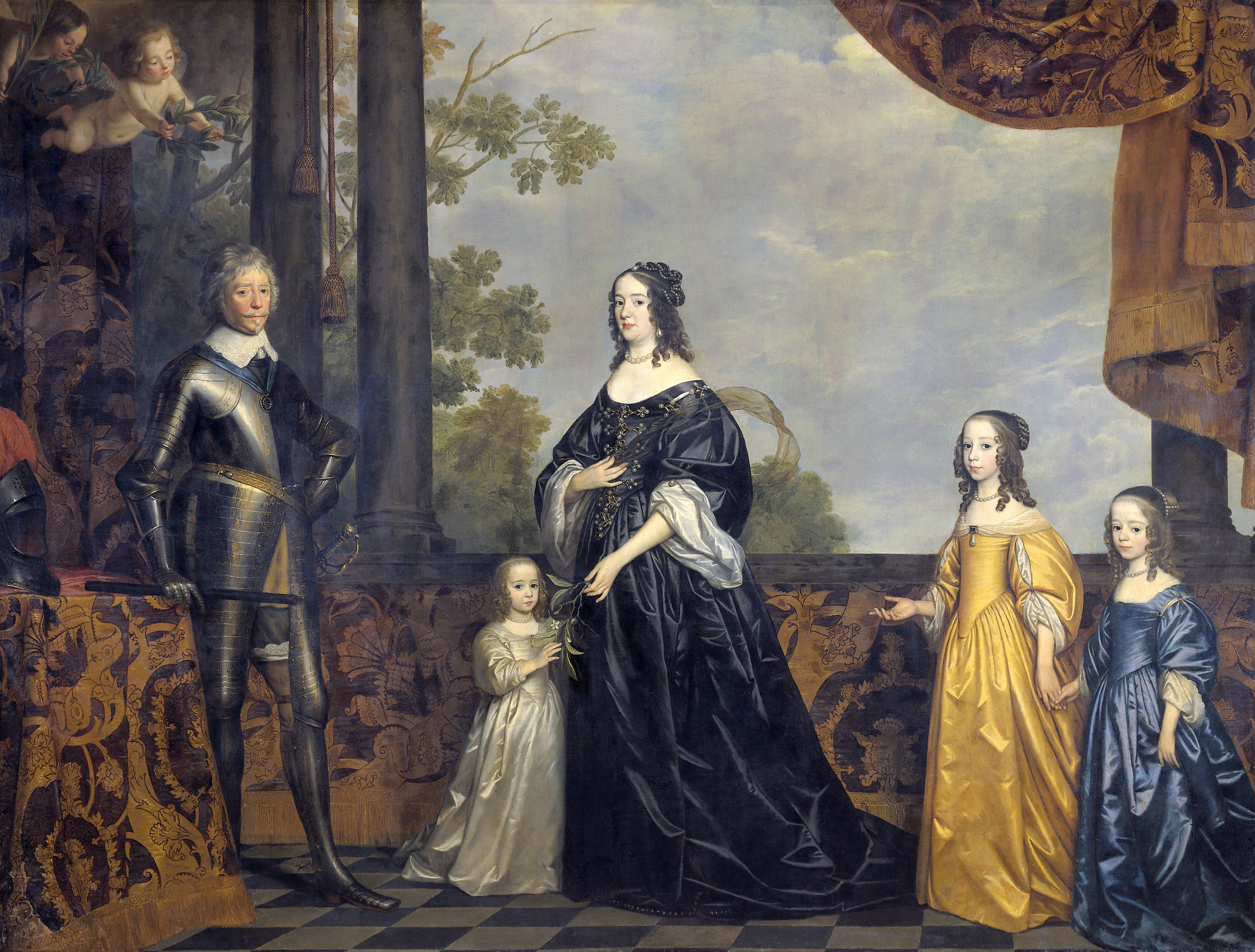
بورتريه عائلية بريشة جيرارد فان هونثورست عام 1647.

- ستاتهاودر ويليام الثاني (1626–1650) الذي تزوج ماري من إنجلترا
- لويز هنرييت من ناساو (1627–1667) التي تزوجت فريدرخ فيلهلم ناخب براندنبورغ
- هنرييت أماليا من ناساو (1628)
- إليزابيث من ناساو (1630)
- إيزابيلا شارلوت من ناساو (1632–1642)
- ألبرتين أغنيس من ناساو (1634-1696) التي تزوجت ويليام فريدريك أمير ناساو-ديتس
- هنرييت كاثرين من ناساو (1637–1708) التي تزوجت جون جورج الثاني أمير أنهالت-دساو
- هنري لويس من ناساو (1639)
- ماريا من أوراني-ناساو (1642–1688) التي تزوجت لويس هنري موريس ابن لويس فيليب من بالاتين سيمرن-كايزرسلاوترن

## زواجها بستاتهاودر
نما تأثير فريدريك هندريك بشكل كبير ومعه تأثير أماليا حين أصبح ستاتهاودر بعد موت أخيه غير الشقيق الأمير موريس. نجح فريدريك هندريك وأماليا في توسيع حياة البلاط بمدينة لاهاي. فعملا على تشييد عدة قصور كان من أشهرها منزل تن بوس. كانت أماليا من هواة الفن وكدست الكثير من المجوهرات التي ورثتها بناتها الأربع الباقيات بعد موتها. ووصفت بالذكية والمتعجرفة والطموحة ولم تكن جميلة فيما كان مظهرها مقبولاً.
كانت أماليا المحرك الرئيسي لعدة زيجات ملكية منها زواج ابنها وليام الثاني من ماري أميرة إنجلترا الملكية واسكتلندا (ابنة الملك تشارلز الأول من إنجلترا) وزيجات بناتهم مع عدة أمراء ألمان.
كان تأثيرها السياسي كبيراً فلزمت دور المستشار السياسي لفريدريك، وأصبحت مشاركتها علنية في السياسة فاستقبلت دبلوماسيين أجانب بعد مرضه عام 1640. ينظر للدور الذي ساهمه تأثيرها على صلح وستفاليا عام 1648. وكاعتراف بهذا الدور منحها الملك فيليب الرابع من إسبانيا المنطقة المحيطة بتورنهاوت عام 1649.

## وصاية العرش
أصبحت أماليا عقب موت ابنها ويليام الثاني عام 1650 الراعي الرئيسي لحفيدها ويليام الثالث (الأمير ويليام الثالث من أوراني وفي وفيما بعد بالإضافة إلى الملك ويليام الثالث من إنجلترا). وقد حافظت على هذا المنصب حتى عام 1672.

## وصلات خارجية
- The Correspondence of Amalia von Solms-Braunfels in EMLO